# Chüden
Chüden is een plaats en voormalige gemeente in de Duitse deelstaat Saksen-Anhalt, en maakt deel uit van de Landkreis Altmarkkreis Salzwedel.
Chüden is een Ortschaft van de gemeente Salzwedel en bestaat uit de drie Ortsteile Groß Chüden, Klein Chüden en Ritze. Groß Chüden ligt 5 km, Ritze ligt 4 km ten oosten van de stad Salzwedel.
Chüden telde eind 2023 412 inwoners, als volgt verdeeld: Groß Chüden: 196; Klein Chüden: 11; Ritze: 205 personen.
Aan het eind van de Tweede Wereldoorlog, in april 1945, zijn langs de spoorlijn bij Ritze tussen 200 en 300 gevangenen uit nazi-concentratiekampen op ellendige wijze om het het leven gekomen en in een massagraf begraven. De gevangenen waren in een goederentrein gepropt, die hen van het ene naar het andere concentratiekamp moest rijden. De trein bleef echter op de door o.a. geallieerde bombardementen zwaar beschadigde spoorlijn steken, en de gevangenen werden dagenlang zonder water of voedsel aan hun lot overgelaten. Ter plaatse is een, inmiddels enkele malen gerenoveerde, gedenkplaats ingericht.
Het voormalige dorpskerkje van Klein Chüden, een gebouw in vakwerkstijl, werd verplaatst naar het openluchtmuseum van Diesdorf.

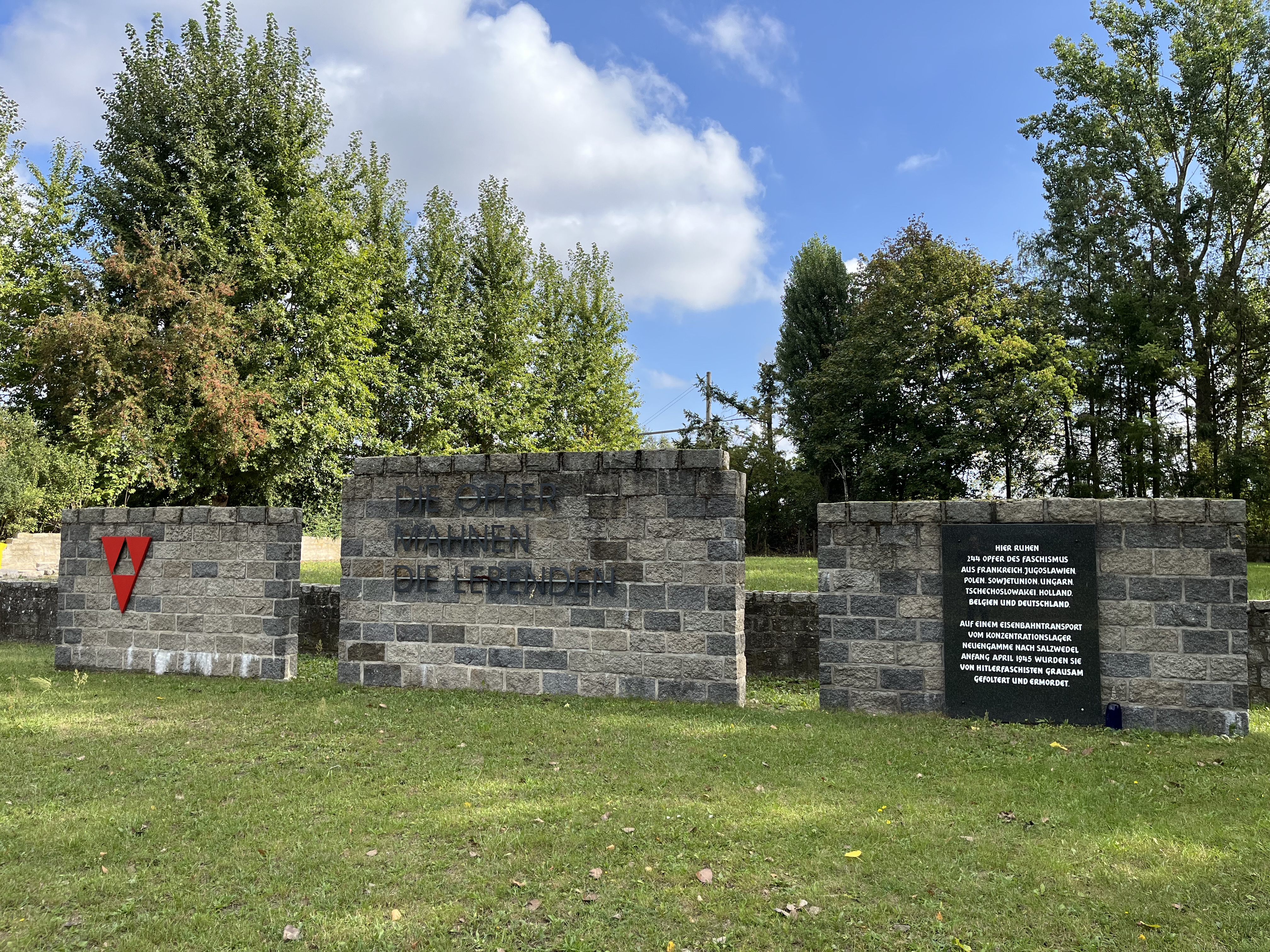
Gedenkplaats massagraf bij Ritze
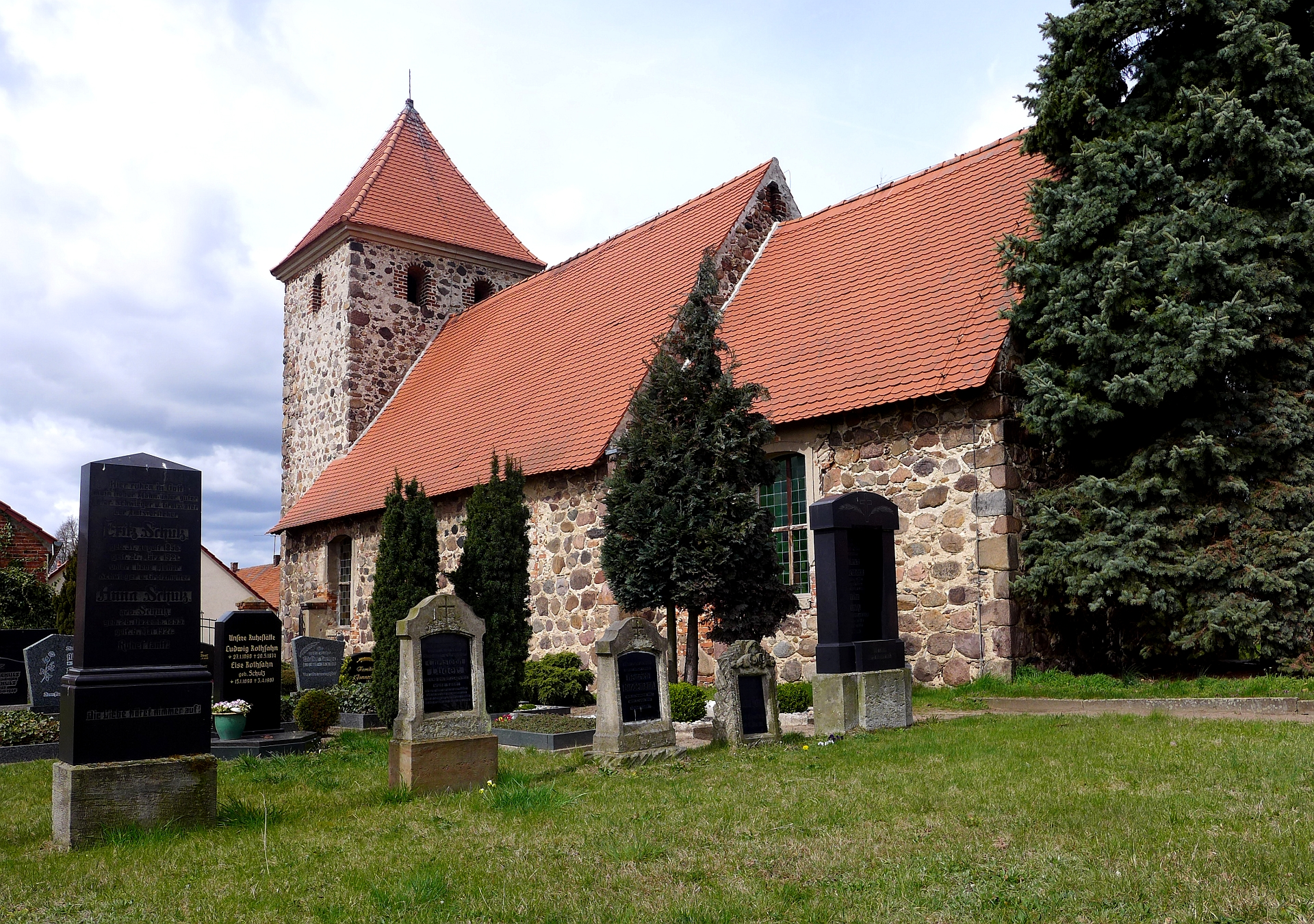
De 13e-eeuwse dorpskerk te Ritze